# Nehézipari Központ
Magyarországon a második világháború után  létrejött Nehézipari Központ (rövidítve: NIK) az államosított illetve állami kezelésbe vett nehézipari üzemek  első állami igazgatási szerve volt. Szerepet kapott "az ipar tervszerű állami irányításának kialakításában". Feladatkörét a Nehézipari Minisztérium és egyéb ipari minisztériumok vették át 1949-ben.
A NIK 1946 decemberében alakult meg. A  törvényhozás hatáskörébe tartozó rendelkezések rendeleti úton való kiadására Magyarország Nemzetgyűlése által kiadott törvény adott felhatalmazást 1946. október 31-ig, amely határidőt azután újabb törvénnyel meghosszabbítottak 1947. február 28-ig. (Az Új Magyar Lexikon 1945-re teszi a megalakulást.)

## Jogállása
A NIK szervezetét a  620/1948. Korm. rendelet határozta meg. A 2. § (1) bekezdése szerint a NIK jogi  formáját tekintve egyéni cég, volt, tulajdonosa a magyar állam, székhelye Budapest. Valójában azonban nem kellett megfelelnie az akkoriban hatályos cégjogi szabályoknak, hiszen a rendelet szerint " A cégbíróság a NIK-et az egyéni cégek jegyzékébe az iparügyi miniszter megkeresésére a bejegyzéshez, egyébként szükséges előfeltételek vizsgálata nélkül a jelen rendelet alapján jegyzi be."
A NIK felett a főfelügyeleti jogot az iparügyi miniszter gyakorolta. A NIK vezérigazgatóját és helyettes vezérigazgatóját az iparügyi miniszter nevezte ki, illetőleg menthette fel.

## Feladatköre
Feladata az volt, hogy összefogja az államosított illetve állami kezelésbe vett nehézipari üzemeket: a teljes kohászatot, a vas- és fémipari vállalatok 60 százalékát, a gépgyártás 50 százalékát, a MÁVAG, a Láng, az MVG, a WM és a Rimamurányi-Salgótarjáni Vasmű munkáját.
A NIK feladatait a rendelet  sorolta fel. A jogszabály hangsúlyozta, hogy az illető rendelet "nem érinti a vállalatok jogi önállóságát".

## Érdekesség
A  Csepel NIK kerékpárok neve a Nehézipari Központra utalt.